# 哈利勒·穆特卢
哈利勒·穆特卢（Halil Mutlu，1973年7月14日—），原名哈里尔·阿里耶夫（Halil Aliev），出身于保加利亚的土耳其举重运动员，三度奥运会金牌得主。
穆特鲁的经历非常类似于他的偶像，另一位著名的举重运动员纳伊姆·苏莱曼奥卢。同苏莱曼诺尔古一样，穆特鲁也是保加利亚的土耳其族后裔。1989年，穆特鲁步苏莱曼诺尔古后尘，叛逃至土耳其安卡拉，并改名“穆特鲁”（土耳其语“快乐”之意）。